# Мандело дел Ларио
Мандело дел Ларио (итал. Mandello del Lario) је насеље у Италији у округу Леко, региону Ломбардија.
Према процени из 2011. у насељу је живело 10255 становника. Насеље се налази на надморској висини од 237 м.

## Становништво
Према резултатима пописа становништва 2011. у општини је живело 10.578 становника.
| 1936. | 1951. | 1961. | 1971. | 1981. | 1991.  | 2001.  | 2011.  |
| ----- | ----- | ----- | ----- | ----- | ------ | ------ | ------ |
| 5.254 | 6.610 | 8.202 | 9.512 | 9.895 | 10.296 | 10.003 | 10.578 |

## Партнерски градови
- Насауд